# جورج إف. غرانت
جورج إف. غرانت (بالإنجليزية: George F. Grant)‏ هو كاتب أمريكي، ولد في 18 سبتمبر 1906، وتوفي في 2 نوفمبر 2008.